# 銀鏡反応

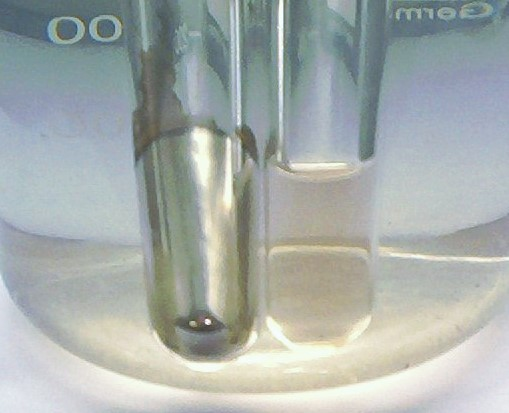
銀鏡反応: 左は銀鏡反応陽性, 右は銀鏡反応陰性

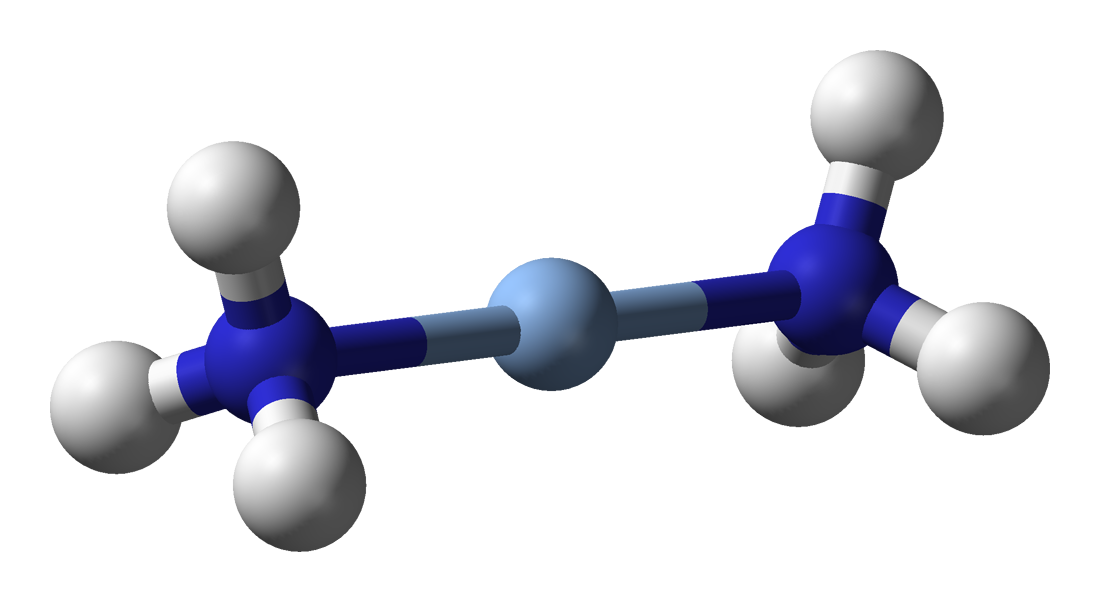
ジアンミン銀(I)イオン[Ag(NH_{3})_{2}]^{+}の球棒モデル

銀鏡反応（ぎんきょうはんのう、英語: silver mirror reaction）は、トレンス試薬（アンモニア性硝酸銀水溶液）によってホルミル基をもつ化合物が酸化されてカルボン酸（※厳密にはカルボン酸アンモニウム）となり、還元された銀が析出する化学反応である。19世紀前半に発見された。
実験室ではホルミル基の有無判定に使われ、工業的にも銀めっきの手法として利用されている。この銀鏡反応による鏡作りは、化学反応によって直ちに実用品を作ることができる数少ない貴重な例といえる。

## 反応
銀(I)アンモニア錯イオンにアルデヒドを加えて加温すると、銀イオンが還元されて銀が析出する。ガラス容器でこの反応を起こすと文字通り銀の鏡ができる。還元剤としてグルコースを使うと成功しやすい。これはグルコースが水溶液中では平衡状態を保ち徐々に反応が進んでいくためである。脂肪族アルデヒドを使うと反応速度が速いので、失敗の可能性が高くなる。

### 反応式
硝酸銀(I)溶液にアンモニア水を加えると酸化銀(I)の沈殿を生じるが、過剰アンモニア水で錯イオンとなって透明なアンモニア性硝酸銀水溶液（トレンス試薬）が得られる。
{\displaystyle {\ce {2Ag+ + 2OH- -> Ag2O + H2O}}}
{\displaystyle {\ce {Ag2O + 4NH3 + H2O -> 2[Ag(NH3)2]+ + 2OH-}}}
これにホルミル基を持つ化合物を加え、穏やかに加熱するとジアンミン銀(I)イオンが還元され、銀が析出する。
{\displaystyle {\ce {RCHO + 2[Ag(NH3)2]+ + 2OH- -> RCOOH + 2Ag + 4NH3 + H2O}}}
もしくは、
{\displaystyle {\ce {RCHO + 2[Ag(NH3)2]+ + 2OH- -> RCOONH4 + 2Ag + 3NH3 + H2O}}}
また、以下のように略記されることもある。
{\displaystyle {\ce {RCHO + Ag2O -> RCOOH + 2Ag}}}

## 危険性
銀鏡反応は高等学校の教科書でも取り上げられる程度に有名な実験であるが、硝酸銀とアンモニアが反応して爆発性の雷銀を生じる場合があり、爆発による事故も起こっている
。